# Angarpathar
Angarpathar é uma vila no distrito de Dhanbad, no estado indiano de Jharkhand.

## Demografia
Segundo o censo de 2001, Angarpathar tinha uma população de 8179 habitantes. Os indivíduos do sexo masculino constituem 57% da população e os do sexo feminino 43%. Angarpathar tem uma taxa de literacia de 55%, inferior à média nacional de 59,5%; com 68% para o sexo masculino e 32% para o sexo feminino. 14% da população está abaixo dos 6 anos de idade.